# Río Laja (Guanajuato)
Río Laja es una localidad del estado mexicano de Guanajuato. Es parte del municipio de Dolores Hidalgo.

## Demografía
| Gráfica de evolución demográfica |
|                                  |

| Censo | Población |
| ----- | --------- |
| 1910  | 658       |
| 1921  | 148       |
| 1930  | 685       |
| 1940  | 886       |
| 1950  | 1 089     |
| 1960  | 1 451     |
| 1970  | 1 114     |
| 1980  | 834       |
| 1990  | 1 874     |
| 2000  | 2 154     |
| 2010  | 2 416     |
| 2020  | 2 571     |